# 地上実況気象通報式
地上実況気象通報式（ちじょうじっきょうきしょうつうほうしき、surface synoptic observations : SYNOP）とは、有人観測所や無人観測所からの気象観測結果の通報に使われている数値コード（WMOではFM-12と呼んでいる）である。通常は、3の倍数にあたる時間毎に通信網（有線通信・無線通信）を使って送られる。通報は、観測所の温度や気圧や視程といった一般的な気象情報を記述した数値（データが無ければスラッシュ）のグループで構成されている。
近年は、バイナリーデータとして報じられるケースが増加し、今後この形式での通報は減少すると考えられている。

## 電文形式
以下は SYNOP 電文の一般的な構造である。数値で示している箇所は固定（グループインジケータ）で、x の箇所は気象データと観測所の位置情報（と適用できれば速度と方向）を含む数値に置き換えられる。
```
xxxxx xxxxx 99xxx xxxxx xxxxx xxxxx 00xxx 1xxxx 2xxxx 3xxxx 4xxxx 5xxxx
6xxxx 7xxxx 8xxxx 9xxxx 222xx 0xxxx 1xxxx 2xxxx 3xxxx 4xxxx 5xxxx 6xxxx
70xxx 8xxxx
  333 0xxxx 1xxxx 2xxxx 3xxxx 4xxxx 5xxxx xxxxx 6xxxx 7xxxx 8xxxx 9xxxx
```

## コードデータの詳細
上記に示すコードデータは、WMO刊行物で定義されている。ただし、WMO刊行物では、国内定義のグループ情報を含む場合があり、必要に応じて発信国で編集し国内グループを削除するか、あるいは完全なる垂れ流しの場合、国内用途のグループを明示することとなっている。

## 天気図への使用
地上天気図に使用するのは、このコードを使用する。航空用にMETARが存在するが、用途が完全に異なり天気図に直接使用することができない場合がある。
航空では特に制限がない場合、気圧高度計の値を滑走路上の標高高を示す（QNH方式）を気圧規正値(アルティメーターセッティング)に使用するため、地上天気図に使用する海面更正気圧と基本的に異なる。飛行場の標高が高くない限り（おおよその目安で100mより下）、海面気圧とQNHとの差は1-2hPa程度の違いが生じるが、悪天時には拡大することがある。使用する際は、便宜上A1013といった具合(Aはアルティメーターセッティング)に、識別を行う必要が生じる。